# Выскубов
Выскубов — посёлок в Самойловском районе Саратовской области. Входит в состав сельского поселения Песчанское муниципальное образование. 

## География
Находится на правом берегу реки Терса на расстоянии примерно 18 километров по прямой на север от районного центра поселка Самойловки.

## История
Официальная дата основания 1920 год.

## Население
Постоянное население составило 16 человек (русские 94%) в 2002 году, 7 в 2010.